# Başar Önal
Başar Önal (Doetinchem, 6 juli 2004) is een Turks-Nederlands voetballer die bij voorkeur als aanvaller speelt. Hij verruilde in juli 2024 De Graafschap voor N.E.C.

## Carrière

### De Graafschap
Başar Önal speelde van 2013 tot 2022 in de jeugd van De Graafschap. Begin 2022 maakte hij de overstap naar het eerste elftal, waar hij op 18 maart 2022 zijn debuut maakte in de met 1-3 verloren thuiswedstrijd tegen MVV Maastricht. Hij kwam in de 76'ste minuut in het veld voor Jonathan Vergara Berrio. Op 22 april viel hij tegen Helmond Sport (0-4 winst) in de 34'ste minuut in voor de geblesseerd geraakte Danny Verbeek en scoorde in de 42e minuut de 0-2, om in de 86'ste minuut zelf geblesseerd uit te vallen. In april 2022 tekende hij zijn eerste contract bij De Graafschap tot medio 2025.
Op 21 oktober 2022 scoorde hij tweemaal in een 2-2 gelijkspel tegen ADO Den Haag. Het waren zijn eerste twee doelpunten in zijn eerste volledige seizoen bij De Graafschap. Dat kunstje herhaalde hij nog geen maand later tegen Jong PSV, toen zijn twee goals voor een 3-2 overwinning zorgden. Hij scoorde negen goals en gaf vijf assists dat seizoen voor De Graafschap. Op 18 september 2023 was Önal goed voor beide goals in een 2-1 overwinning op Helmond Sport. Voor de aanvang van de thuiswedstrijd tegen FC Groningen op 20 oktober 2023, kreeg Önal de Bronzen Kampioensschild voor Beste Talent van de eerste periode 2023/24. Hij kwam dat seizoen opnieuw tot negen goals en gaf daarnaast nog zes assists. In totaal was Önal in ruim twee seizoenen goed voor 83 wedstrijden, negentien goals en elf assists.

### N.E.C.
Op 5 juli 2024 presenteerde N.E.C. Önal als nieuwe aanwinst. Hij tekende een contract voor vier seizoenen tot de zomer van 2028 in Nijmegen. Op 11 augustus maakte hij als basisspeler zijn debuut voor N.E.C. én in de Eredivisie, in de met 1-2 verloren openingswedstrijd tegen FC Twente. In de laatste speelronde scoorde Önal met zijn eerste treffer voor N.E.C. de winnende in een 2-1 overwinning op Heracles Almelo. Daarmee eindigde N.E.C. als achtste en mocht het play-offs spelen voor Europees voetbal.  
In zijn eerste wedstrijd onder nieuwe trainer Dick Schreuder was hij als linksmidden in een 3-5-2 direct goed voor twee assists in een 5-0 overwinning op Excelsior. 

## Clubstatistieken
| Seizoen                         | Club           | Competitie     | Competitie | Competitie | Beker | Beker | Overig | Overig | Totaal | Totaal |
| Seizoen                         | Club           | Competitie     | Wed.       | Dlp.       | Wed.  | Dlp.  | Wed.   | Dlp.   | Wed.   | Dlp.   |
| ------------------------------- | -------------- | -------------- | ---------- | ---------- | ----- | ----- | ------ | ------ | ------ | ------ |
| 2021/22                         | De Graafschap  | Eerste divisie | 4          | 1          | 0     | 0     | 2      | 0      | 6      | 1      |
| 2022/23                         | De Graafschap  | Eerste divisie | 37         | 7          | 4     | 2     | 0      | 0      | 41     | 9      |
| 2023/24                         | De Graafschap  | Eerste divisie | 32         | 9          | 2     | 0     | 2      | 0      | 36     | 9      |
| 2024/25                         | N.E.C.         | Eredivisie     | 33         | 1          | 2     | 0     | 1      | 0      | 36     | 1      |
| 2025/26                         | N.E.C.         | Eredivisie     | 2          | 0          | 0     | 0     | 0      | 0      | 2      | 0      |
| Carrièretotaal                  | Carrièretotaal | Carrièretotaal | 108        | 18         | 8     | 2     | 5      | 0      | 121    | 20     |
| Bijgewerkt op 20 augustus 2025. |                |                |            |            |       |       |        |        |        |        |

## Internationaal
Önal speelde zes interlands voor Turkije –18, waarin hij goed was voor twee goals. In september 2022 deed hij drie wedstrijden mee voor Turkije –19, waarvoor hij in zijn debuutwedstrijd tegen Luxemburg meteen goed was voor zijn eerste doelpunt. In 2024 werd hij opgeroepen voor Turkije onder 21 na een sterk seizoen bij De Graafschap en zijn transfer naar NEC.

## Erelijst
| Competitie                      | Aantal        | Jaren         |
| De Graafschap                   | De Graafschap | De Graafschap |
| Individueel                     | Individueel   | Individueel   |
| ------------------------------- | ------------- | ------------- |
| Beste Talent 1e periode 2023/24 | 1x            | 2023/24       |